# 1922-es magyar teniszbajnokság
Az 1922-es magyar teniszbajnokság a huszonnegyedik magyar bajnokság volt. A bajnokságot szeptember 3. és 11. között rendezték meg Budapesten, a MAC margitszigeti pályáján.

## Eredmények
| Versenyszám  | Arany                            | Arany | Ezüst                                                                         | Ezüst | Bronz                                            | Bronz |
| ------------ | -------------------------------- | ----- | ----------------------------------------------------------------------------- | ----- | ------------------------------------------------ | ----- |
| Férfi egyéni | Kehrling Béla MAC                |       | Oscar Kreuzer Frankfurter TC 1914 Palmengarten                                |       | Guido Maly DSV Troppau Friedrich Rohrer LTC Brno |       |
| Női egyéni   | Várady Ilona MAC                 |       | Krencsey Adél MAC                                                             |       | Chatel Márta BBTEMargarete Janotta DSV Troppau   |       |
| Férfi páros  | Kehrling Béla, Kelemen Aurél MAC |       | Oscar Kreuzer , František Soyka Frankfurter TC 1914 Palmengarten , DLTC Praha |       | Fittler Kamill, Göncz Lajos MAC                  |       |
| Vegyes páros | Kehrling Béla, Krencsey Adél MAC |       | Oscar Kreutzer , Várady Ilona Frankfurter TC 1914 Palmengarten , MAC          |       | František Soyka , Baráth Leóné DLTC Praha , MAC  |       |